# Eggendorf im Traunkreis
Eggendorf im Traunkreis ist eine Gemeinde in Oberösterreich im Bezirk Linz-Land im Zentralraum mit 1158 Einwohnern (Stand 1. Jänner 2024).

## Geografie
Eggendorf im Traunkreis liegt auf 364 m Höhe im Zentralraum. Die Ausdehnung beträgt von Nord nach Süd 4,1 km, von West nach Ost 4,2 km. Die Gesamtfläche beträgt 9,2 km². 19,6 % der Fläche sind bewaldet, 70,7 % der Fläche sind landwirtschaftlich genutzt.

### Gemeindegliederung
Die Gemeinde ist deckungsgleich mit der gleichnamigen Katastralgemeinde und besteht aus fünf Ortsteilen. Nördlich der Westautobahn liegt im Osten die Rotte Grassing, zu der auch der Einzelhof Schöllhammer gerechnet wird. Grassing hatte 2001 sechs Gebäude und 13 Einwohner. Ebenfalls nördlich der Westautobahn, westlich von Grassing liegt der Ortsteil Brunnern, der aus der Rotte Brunnern (360 m ü. A.) und den Einzelhöfen Gröbing, Hirtall und Leiten, die jedoch teilweise südlich der Autobahn liegen. Brunnern umfasste 2001 18 Gebäude und 57 Einwohner. Südöstlich der Westautobahn befinden sich zudem die Ortsteile Eggendorf, Hueb und Kroisbach. Der Hauptort der Gemeinde, das Dorf Eggendorf (364 m ü. A.) zählte 2001 120 Gebäude und 395 Einwohner, wobei zu Eggendorf auch die Weiler Hundsfußberg (365 m ü. A.), Kreuzing und Matzeldorf, die Rotte Weitersdorf (370 m ü. A.), das Schloss Eggendorf und das Gasthaus zur Schütt umfasste. Das Dorf Hueb hatte 2001 53 Gebäude und 150 Einwohner, der Weiler Kroisbach mit dem Dorf Drahtholz (360 m ü. A.) und dem Weiler Kapling 26 Gebäude und 83 Einwohner. 2011 kam Eggendorf auf 415 Einwohner, Hueb hatte 166, Kroisbach 116, Brunnern 65 und Grassing 12 Einwohner.
Das Gemeindegebiet umfasst folgende Ortschaften (in Klammern Einwohnerzahl Stand 1. Jänner 2024):
- Brunnern (82)
- Eggendorf im Traunkreis (741)
- Grassing (6)
- Hueb (207)
- Kroisbach (122)

Die Gemeinde gehört zum Gerichtsbezirk Traun.

### Nachbargemeinden
| Weißkirchen an der Traun (WL) |                                             | Allhaming            |
|                               | Kompassrose, die auf Nachbargemeinden zeigt |                      |
|                               | Sipbachzell (WL)                            | Kematen an der Krems |

## Geschichte
Im Jahr 1791 wurde im Garten des 1785 errichteten Pfarrhofes eine Goldmünze (Aureus) des römischen Kaisers Titus (reg. 79–81 n. Chr.) gefunden. Daher kann man auch annehmen, dass das Gemeindegebiet schon zur Römerzeit besiedelt war oder zumindest begangen wurde.
Ursprünglich im Ostteil des Herzogtums Bayern liegend, gehörte der Ort seit dem 12. Jahrhundert zum Herzogtum Österreich. Seit 1490 wird er dem Fürstentum Österreich ob der Enns zugerechnet.
Während der Napoleonischen Kriege war der Ort mehrfach besetzt.
Seit 1918 gehört der Ort zum Bundesland Oberösterreich. Nach dem Anschluss Österreichs an das Deutsche Reich am 13. März 1938 gehörte der Ort zum Gau Oberdonau. 1945 erfolgte die Wiederherstellung Oberösterreichs.

### Bevölkerungsentwicklung
2013 lebten in der Gemeinde Eggendorf 799 Menschen, womit Eggendorf die kleinste Gemeinde der 22 Gemeinden des Bezirks war. Ende 2001 waren 97,9 Prozent der Bevölkerung österreichische Staatsbürger (Oberösterreich 92,8 Prozent, Bezirk Linz-Land 91,4 Prozent), bis zum Jahresbeginn 2013 sank der Wert leicht auf 94,7 Prozent (Oberösterreich 91,1 Prozent, Bezirk Linz-Land 89,0 Prozent). Insgesamt wurden 2013 in der Gemeinde 42 Ausländer gezählt, die ausschließlich aus Europa stammten. Das größte Kontingent stellten Menschen mit einer Staatsbürgerschaft der EU-Staaten. Daneben waren insgesamt 71 Menschen im Ausland geboren worden. Zur römisch-katholischen Kirche bekannten sich 2001 87,0 Prozent der Einwohner (Oberösterreich: 79,4 Prozent), 3,6 Prozent waren evangelisch, 7,6 Prozent ohne Bekenntnis und 0,9 Prozent islamischen Glaubens.
Der Altersdurchschnitt der Gemeindebevölkerung lag 2001 unter dem Landesdurchschnitt. 19,8 Prozent der Einwohner von Eggendorf waren jünger als 15 Jahre (Oberösterreich: 18,8 Prozent), 64,6 Prozent zwischen 15 und 59 Jahre alt (Oberösterreich: 61,6 Prozent). Der Anteil der Einwohner über 59 Jahre lag mit 15,6 Prozent unter dem Landesdurchschnitt von 20,2 Prozent. Der Altersdurchschnitt der Bevölkerung von Eggendorf veränderte sich in der Folge in allen Segmenten. Der Anteil der unter 15-Jährigen sank per 1. Jänner 2013 massiv auf 15,3 Prozent, während sich der Anteil der Menschen zwischen 15 und 59 Jahren auf 71,2 Prozent deutlich erhöhte. Der Anteil der über 59-Jährigen sank hingegen auf 13,5 Prozent. Nach dem Familienstand waren 2001 43,6 Prozent der Einwohner von Eggendorf ledig, 47,3 Prozent verheiratet, 4,4 Prozent verwitwet und 4,7 Prozent geschieden.
Die Gemeinde Eggendorf verzeichnete zwischen dem späten 19. Jahrhundert und dem Jahr 1951 kaum eine Bevölkerungsbewegung. Vielmehr pendelte die Einwohnerzahl zwischen rund 550 und 600 Einwohnern. Nach 1951 schrumpfte die Bevölkerungszahl zunächst um fast 25 Prozent bis 1971. Erst danach erholten sich die Bevölkerungszahlen wieder, wobei Eggendorf zunehmend von seiner Rolle als Umlandgemeinde von Linz profitierte. So wuchs die Einwohnerzahl zwischen 1971 und 2013 um 75 Prozent und die Gemeinde erreichte 2013 einen neuen Höchstwert bei seiner Einwohnerzahl. Das Bevölkerungswachstum ist dabei vor allem seit den 1990er Jahren auf die starke Zuwanderung zurückzuführen. War die Geburtenbilanz und die Wanderungsbilanz in den 1970er und 1980er Jahren noch jeweils leicht positiv, so stieg die Zuwanderung in den 1990er Jahren auf fast das siebenfache des Geburtenplus. Auch zwischen 2002 und 2013 lag die Zuwanderung in etwa beim doppelten Wert des Geburtenplus.

## Kultur und Sehenswürdigkeiten
- Schloss Weitersdorf
- Schloss Eggendorf
- Wasserschloss Hueb

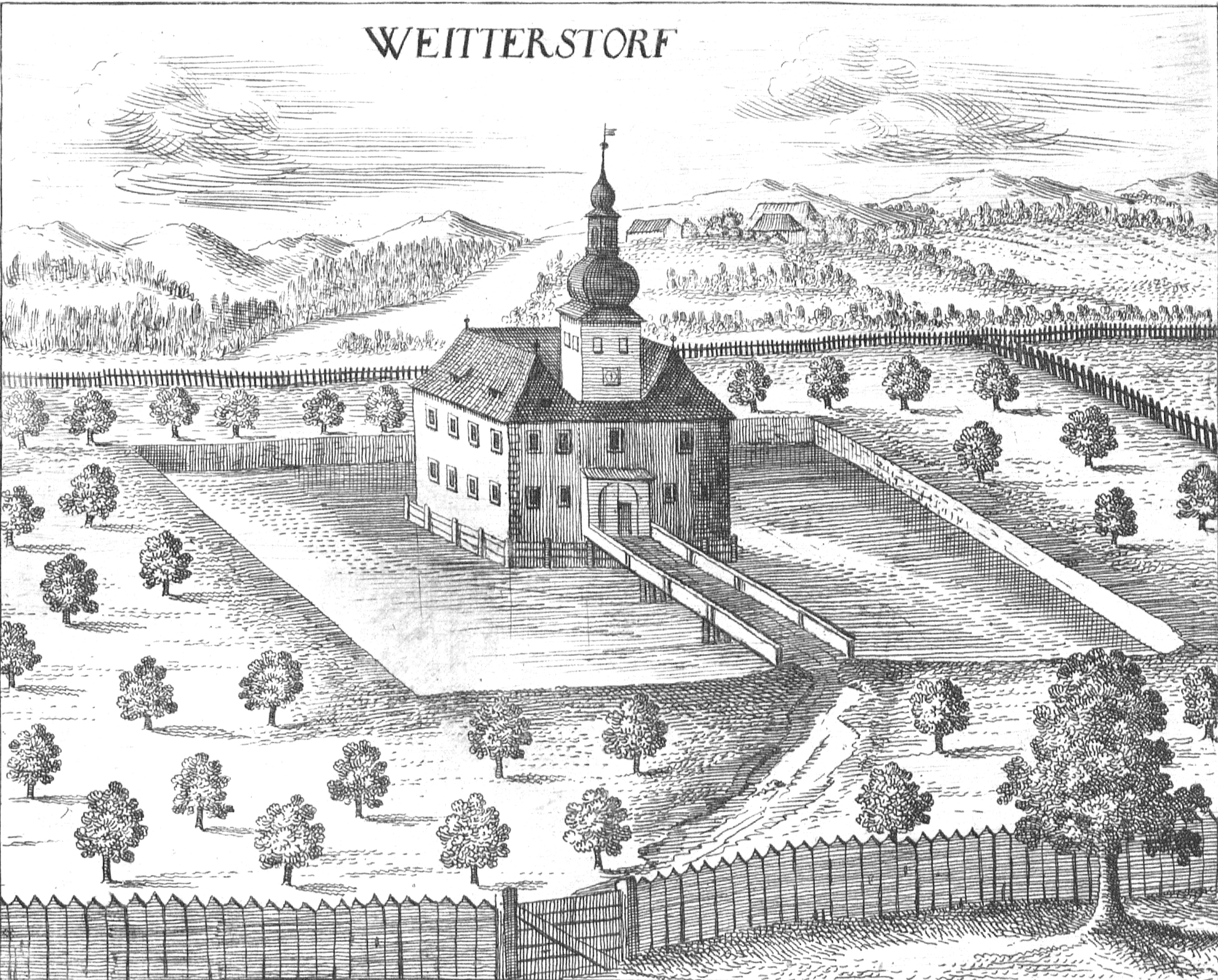
Schloss Weitersdorf nach einem Stich von Georg Matthäus Vischer von 1674

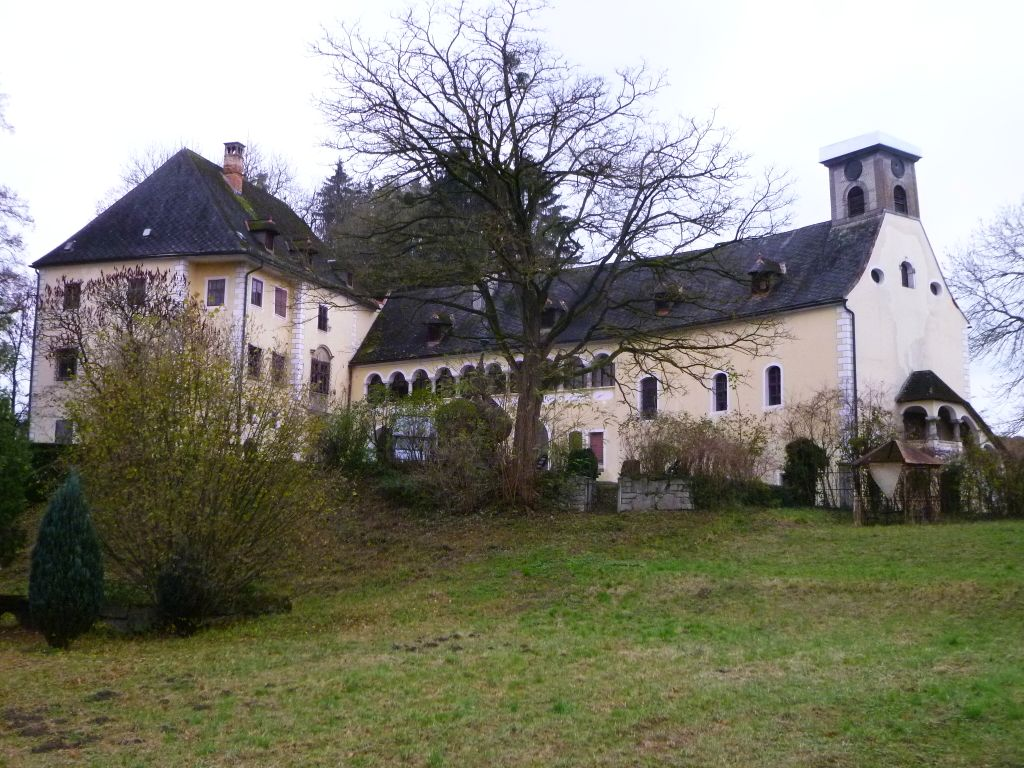
Schloss Eggendorf

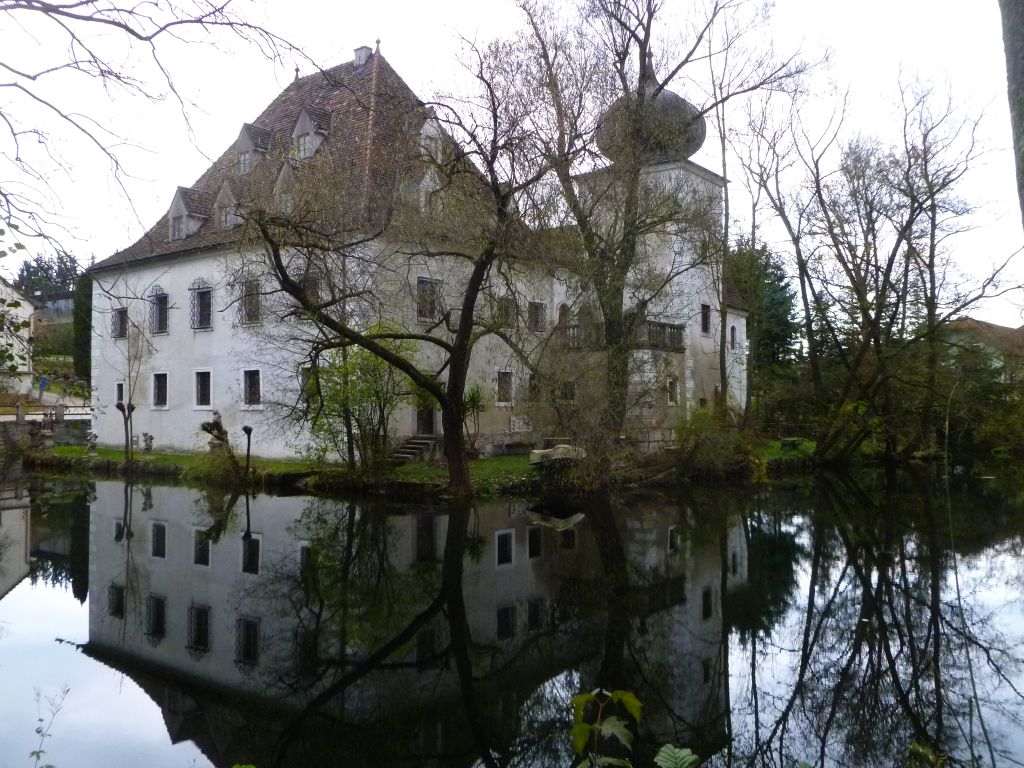
Wasserschloss Hueb

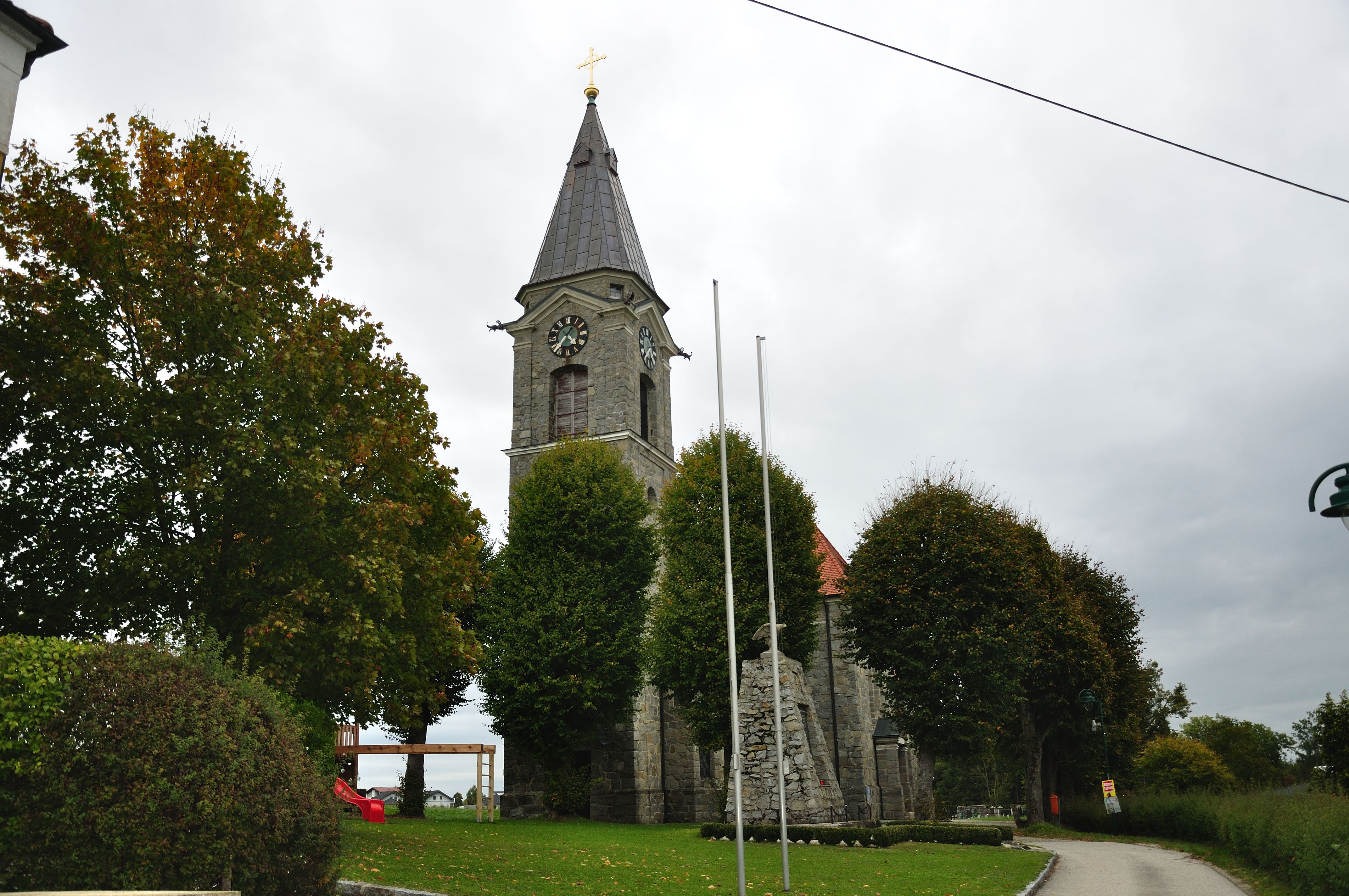
Pfarrkirche Eggendorf im Traunkreis

- Katholische Pfarrkirche Eggendorf im Traunkreis Mariä Himmelfahrt

## Wirtschaft und Infrastruktur

### Arbeitsstätten und Beschäftigte
Eggendorf beherbergte 2001 keinen Betrieb, der 20 oder mehr Beschäftigte hatten. Insgesamt ergab die im Rahmen der Volkszählung durchgeführte Arbeitsstättenzählung nur 16 Arbeitsstätten mit 44 Beschäftigten (ohne Landwirtschaft), wobei 70 Prozent unselbständig Beschäftigte waren. Die Anzahl der Arbeitsstätten war dabei gegenüber dem Jahr 1991 um fünf (plus 46 Prozent) gestiegen, die Anzahl der Beschäftigten um 12 Personen (plus 39 Prozent). Wichtigster Wirtschaftszweig war 2001 die „Erbringung von sonstigen öffentlich und persönlichen Dienstleistungen“ mit drei Arbeitsstätten und 12 Beschäftigten vor dem Verkehrswesen mit vier Arbeitsstätten mit zehn Beschäftigten. 51 Prozent der in Eggendorf Beschäftigten waren Angestellte oder Beamte, 19 Prozent Arbeiter und 28 Prozent Betriebsinhaber.
Von den in Eggendorf 2010 lebenden 430 Erwerbspersonen waren nur 3,7 % arbeitslos. Von den 414 Erwerbstätigen waren 96 im Handel (23 Prozent), 81 in der Sachgütererzeugung (20 Prozent) und 32 in der Land- und Forstwirtschaft (8 Prozent) beschäftigt. Weitere wichtige Branchen waren das Bauwesen, die öffentliche Verwaltung und das Verkehrswesen. Von den 407 Erwerbstätigen aus Eggendorf (ohne temporär von der Arbeit abwesende Personen erwerbstätigen Einwohnern) gingen 2010 nur 71 Personen in Eggendorf ihrer Beschäftigung nach. 336 bzw. 83 Prozent mussten zur Arbeit auspendeln. Von den Auspendlern hatten 24 Prozent ihre Arbeitsstätte im Bezirk Linz-Land, 22 Prozent in Wels und 21 Prozent in Linz. Im Gegenzug pendelten 67 Menschen nach Eggendorf ein.

### Land- und Forstwirtschaft
Die Statistik wies für die Gemeinde Eggendorf 2010 24 land- und forstwirtschaftliche Betriebe aus. Darunter befanden sich 15 Haupterwerbsbetriebe und 7 Nebenerwerbsbetriebe. Die Gesamtbetriebszahl war gegenüber 1999 um neun Betriebe bzw. 27 Prozent gesunken, wobei Vollerwerbsbetriebe überdurchschnittlich betroffen waren. ausschließlich die Anzahl der Vollerwerbsbetriebe stark rückläufig war. Gemeinsam bewirtschafteten die Betriebe 2010 insgesamt 545 Hektar Fläche, wobei 84 Prozent der Fläche von Vollerwerbsbauern bewirtschaftet wurden. Die Durchschnittsfläche der Vollerwerbsbauern lag dabei mit 30,6 Hektar etwas unter dem oberösterreichischen Durchschnitt.

### Verkehr
Eggendorf im Traunkreis wird verkehrstechnisch von der Eggendorfer Straße (L1240) aufgeschlossen, die in Allhaming ihren Ausgang und über Eggendorf im Traunkreis nach Sipbachzell geführt wird. Durch das Gemeindegebiet verläuft zudem die Westautobahn, wobei sich die nächste Autobahnauffahrt in der Nachbargemeinde Allhaming befindet. An das öffentliche Verkehrsnetz ist die Gemeinde durch die Buslinie 487 angeschlossen, die von Neuhofen an der Krems über Allhaming bis zum Eggendorfer Ortsteil Hueb geführt wird. Die Buslinie 486 verbindet Eggendorf zudem mit Sipbachzell und Alhaming. In Neuhofen an der Krems liegt der nächste Bahnhof und somit eine Umsteigemöglichkeit zur Pyhrnbahn in Richtung Linz oder Kirchdorf an der Krems.

### Bildung
Die Volksschule und die Nachmittagsbetreuung für die Volksschüler befinden sich in der Gemeinde Eggendorf in einem Gebäude neben der Kirche. Die Volksschule wird seit dem Schuljahr 2018/19 dreiklassig geführt (zuvor zweiklassig), im Pfarrcaritas Kindergarten Eggendorf werden seit 2007 zwei Kindergartengruppen betreut. Auch die Krabbelgruppe wird von der Pfarrcaritas betreut. Im Jahr 2017 wurde hinter der Volksschule ein neues Kindergartengebäude inkl. Krabbelstrube von der Gemeinde errichtet, wobei weiterhin die Pfarrcaritas als Betreiber fungiert.

## Politik
Der Gemeinderat hat 13 Mitglieder.
- Mit den Gemeinderats- und Bürgermeisterwahlen in Oberösterreich 1997 hatte der Gemeinderat folgende Verteilung: 6 SPÖ, 6 ÖVP und 1 FPÖ.
- Mit den Gemeinderats- und Bürgermeisterwahlen in Oberösterreich 2003 hatte der Gemeinderat folgende Verteilung: 7 SPÖ und 6 ÖVP.
- Mit den Gemeinderats- und Bürgermeisterwahlen in Oberösterreich 2009 hatte der Gemeinderat folgende Verteilung: 7 ÖVP und 6 SPÖ.
- Mit den Gemeinderats- und Bürgermeisterwahlen in Oberösterreich 2015 hatte der Gemeinderat folgende Verteilung: 7 ÖVP, 4 SPÖ und 2 FPÖ.
- Mit den Gemeinderats- und Bürgermeisterwahlen in Oberösterreich 2021 hat der Gemeinderat folgende Verteilung: 7 ÖVP, 4 BLE und 2 SPÖ.[8][9]

Stärkste Kraft in der Gemeindepolitik war über lange Strecken die Sozialdemokratische Partei Österreichs (SPÖ), die zwischen 1973 und 1991 über eine absolute Stimmen- und Mandatsmehrheit verfügte.- Ihr stärkstes Ergebnis hatte die SPÖ dabei 1991 mit 64 Prozent der Stimmen. Die Österreichische Volkspartei (ÖVP) kam in dieser Zeit auf 32 bis 49 Prozent, andere Parteien kandidierten nicht. Mit dem Antreten der Freiheitlichen Partei Österreichs (FPÖ) im Jahr 1997 verlor die SPÖ ihre absolute Mehrheit und ÖVP und SPÖ erreichten die gleiche Mandatszahl, wobei die FPÖ ebenfalls mit einem Mandat in den Gemeinderat einzog. Bereits 2003 scheiterte die FPÖ jedoch am Wiedereinzug und die SPÖ konnte nochmals die absolute Mandatsmehrheit erreichen. Nachdem die FPÖ 2009 mit 5,8 Prozent neuerlich am Einzug in den Gemeinderat scheiterte, konnte die ÖVP mit 48,5 Prozent und sieben Mandaten erstmals die absolute Mehrheit erreichen. Die SPÖ kam auf 40,5 Prozent bzw. sechs Mandate. Ebenfalls am Einzug in den Gemeinderat scheiterte 2009 die Bürgerliste Eggendorf mit 5,3 Prozent.

### Bürgermeister
- bis 2008 Johann Steinkogler (SPÖ)
- 2008–2009	Herrmann Reder (SPÖ)[11]
- seit 2009 Walter Schiller (ÖVP)

### Wappen
Offizielle Beschreibung des Gemeindewappens:
Durch eine silberne, schräglinke Wellenleiste geteilt; oben in Rot aus der Wellenleiste wachsend ein goldenes Maschinenrad, unten in Grün eine goldene, abwärts gebogene, mit den Enden an die Wellenleiste stoßende Ähre, die mit dem Maschinenrad einen Kreis bildet.
Die Gemeindefarben sind Grün-Weiß.

## Söhne und Töchter der Gemeinde
- Karl Wilhelm Mayrhofer (1806–1853), österreichischer Arzt, Homöopath und Schriftsteller